# 芳川村 (長野県)
芳川村（よしかわむら）は、1954年まで長野県中西部に存在した村。1954年8月1日に昭和の大合併で松本市に編入された。
「芳川」の名は、地域内の用水であった四ケ堰（しかぜき）の通称に由来するとされる。

## 地理
芳川村は奈良井川と田川にはさまれた南北に細長い村だった。全体的に平坦だが南側へ向かって傾斜がある。
- 河川：奈良井川、田川
- 標高：620m
- 周囲：16.5 km
- 南北：4,600m
- 東西：2,600m

## 歴史
- 1874年（明治7年）10月23日
  - 筑摩県筑摩郡両島村・出川町村・並柳村・平田村・野溝村・笹部村・高宮新田村が合併して信楽村となる。
  - 筑摩県筑摩郡村井町村・吉田村・野村・高出村・郷原町村・堅石町村・原新田村・小屋村が合併して広丘村となる。
- 1876年（明治9年）8月21日 - 信楽村・広丘村が長野県の所属となる。
- 1879年（明治12年）1月4日 - 郡区町村編制法の施行により、信楽村・広丘村が東筑摩郡の所属となる。
- 1880年（明治13年）8月25日 - 信楽村が分割して両島村・出川町村・並柳村・平田村・野溝村・笹部村・高宮村となる（両島村・出川町村・並柳村・笹部村・高宮村は後に松本村の一部となる）。
- 1881年（明治14年）6月24日 - 広丘村が分割して村井町村・吉田村・野村・高出村・郷原町村・堅石町村・原新田村・小屋村となる（吉田村・野村・高出村・郷原町村・堅石町村・原新田村は後に広丘村の一部となる）。
- 1889年（明治22年）4月1日 - 町村制の施行により、村井町村・小屋村・野溝村・平田村の区域をもって芳川村が発足。
- 1954年（昭和29年）8月1日 - 松本市に編入。同日芳川村廃止。

## 行政
- 廃止時の村長：野口義照（1951年4月24日就任）
  - 助役：古畑文人
  - 収入役：浜野康雄

## 教育
- 芳川村立芳川小学校（後の松本市立芳川小学校）
- 組合立筑摩野中学校（後の松本市立筑摩野中学校）